# Y–mast
Y–mast er en Y formet højspændingsmast der bærer en 400 kV-luftledning.
Masten er en gittermast af galvaniseret stål, der står på et fundamentet af jernbeton, og har en højde på ca. 35-42 meter. 
Masten er udstyret med flere jordtråde, der beskytter den mod lynnedslag. I jordtrådene er der integreret lyslederkabeler, der kan anvendes til overvågning og kommunikation.
Masten er placeret på Fyn ved Odense, hvor masterne står langs Fynske Motorvej E20 og ved Motorvejskryds Odense hvor de fører højspændingsledningerne over Svendborgmotorvejen, primærrute 9. Masterne anvendt til højspændingsledningerne mellem Fynsværket i Odense og Middelfart.
I Jylland er masterne anvendt til højspændingsledningerne fra Fredericia ved Østjyske Motorvej E20 og videre mod den dansk-tyske grænse. Ved Aalborg anvendes master mellem Nordjyllandsværket i Aalborg og Trige nord for Aarhus.